# Anisobas brombacheri
Anisobas brombacheri là một loài tò vò trong họ Ichneumonidae.